# Seznam sedel v Malé Fatře

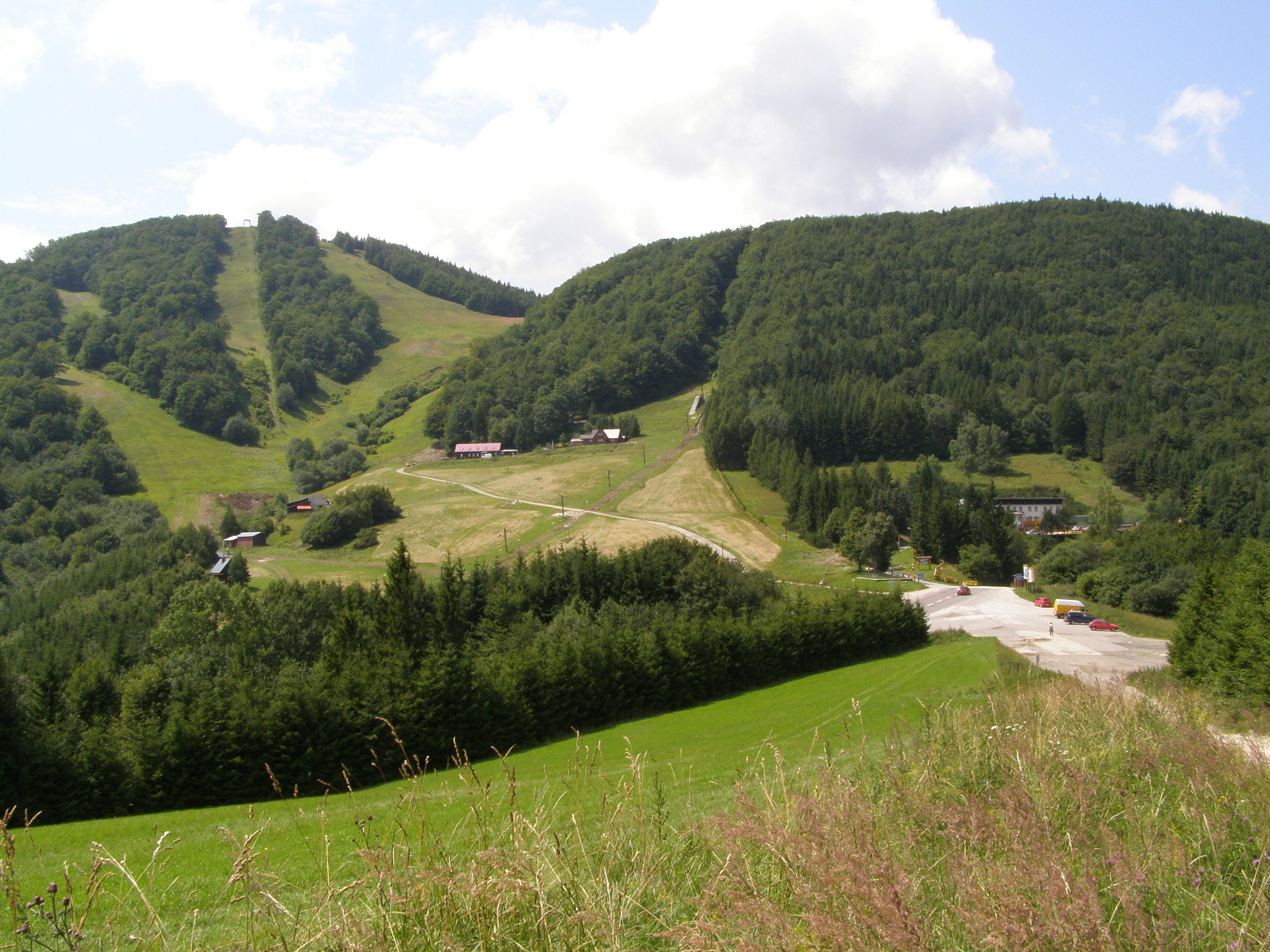
Fačkovské sedlo (802 m)

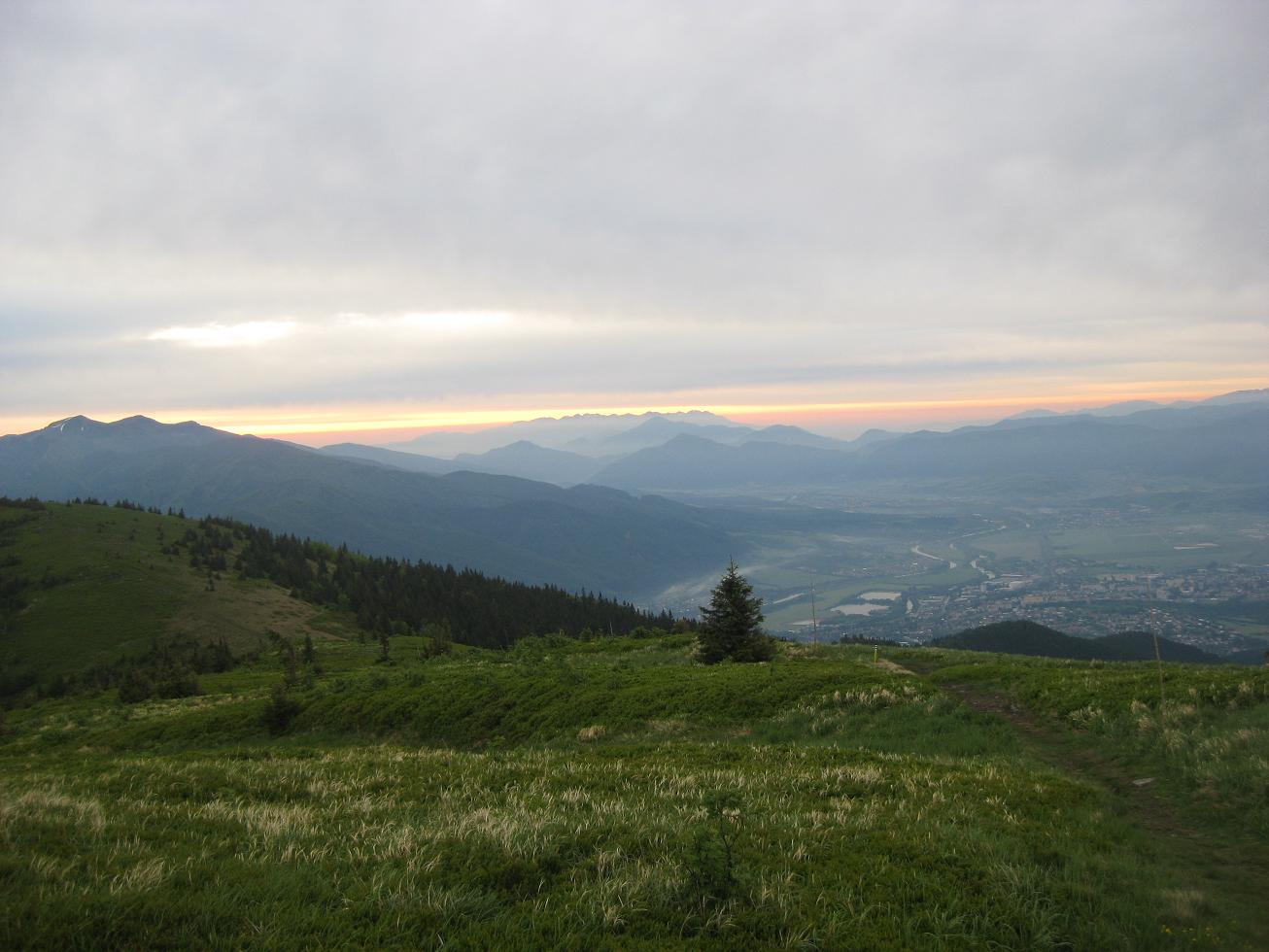
Okopy (1285 m)

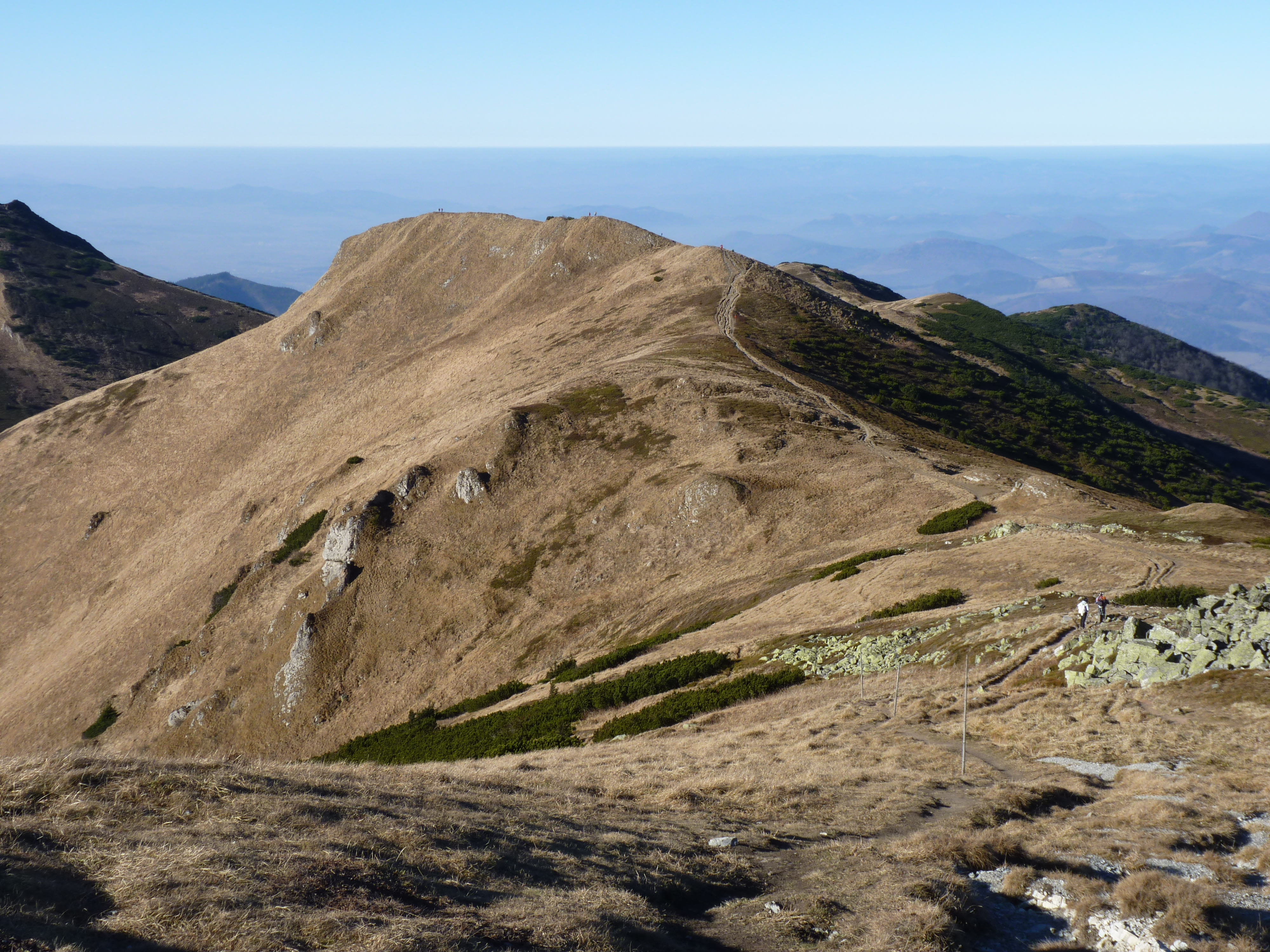
Bublen (1510 m)

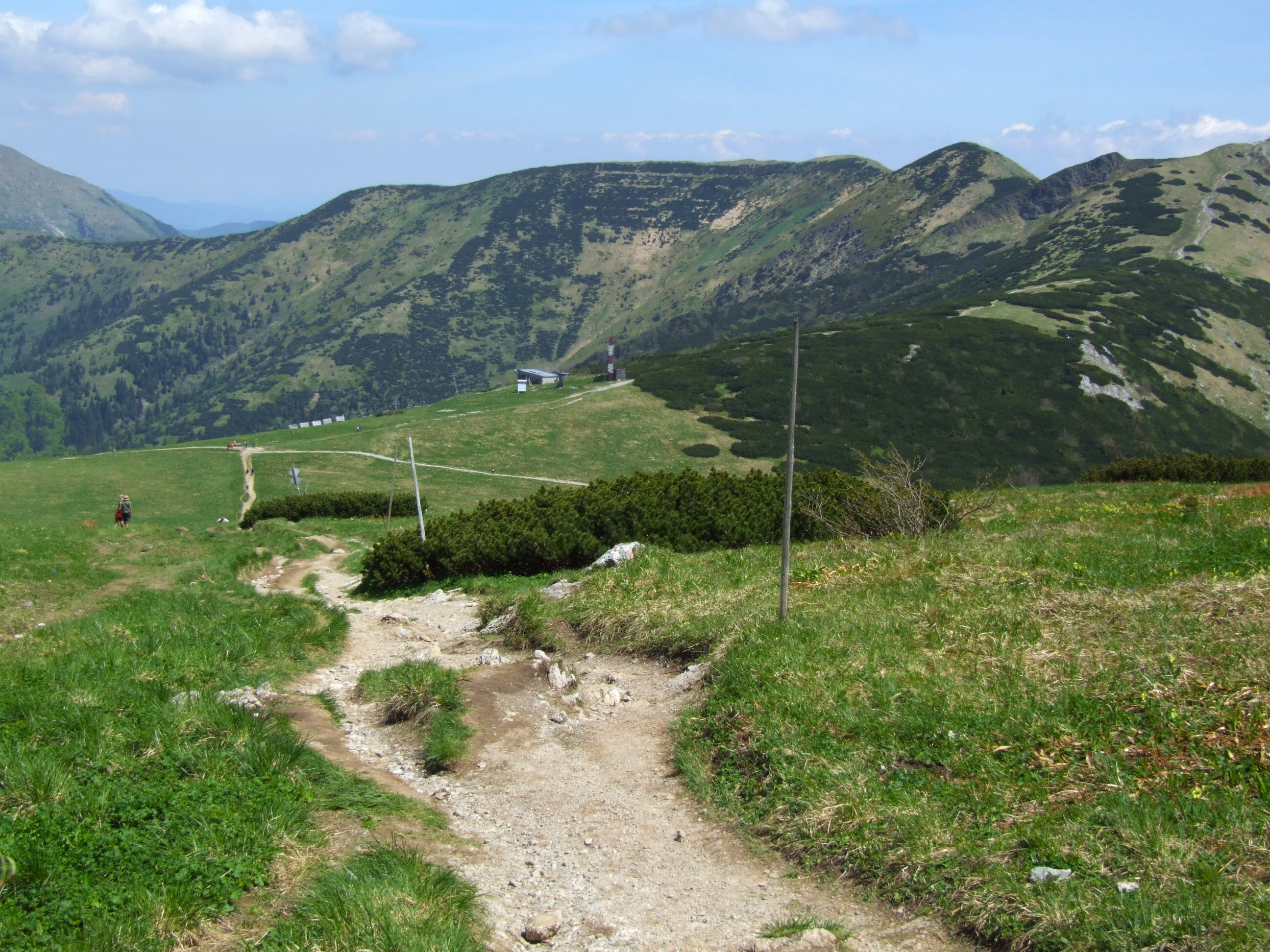
Snilovské sedlo (1524 m)

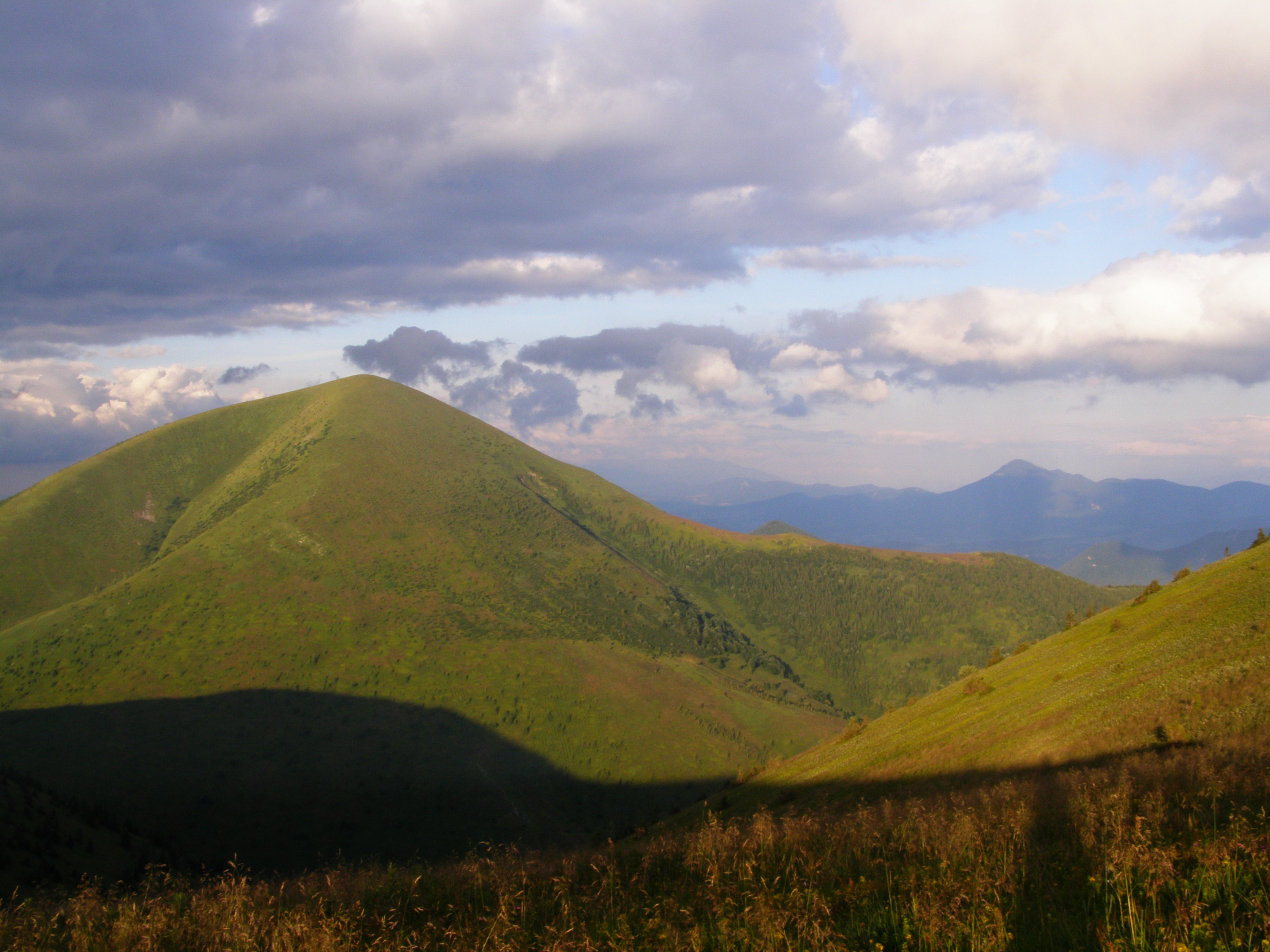
Stohové sedlo (1230 m)

Seznam sedel v Malé Fatře zahrnuje pojmenovaná malofatranská sedla. Seznam vychází z map dostupných na stránkách hiking.sk a příslušných turistických map VKÚ Harmanec.

## Seznam sedel
| Sedlo                       | Výška (m) | Souřadnice                       | Podskupina      | Přístup                                                                                                  |
| --------------------------- | --------- | -------------------------------- | --------------- | --- |
| Brestov                     | 970       | 49°11′13″ s. š., 18°55′13″ v. d. | Krivánská Fatra | zelená turistická značka · žlutá turistická značka                                                       |
| Bublen                      | 1510      | 49°11′36″ s. š., 19°00′49″ v. d. | Krivánská Fatra | červená turistická značka · zelená turistická značka · žlutá turistická značka                           |
| Fačkovské sedlo             | 802       | 48°57′49″ s. š., 18°36′43″ v. d. | Lúčanská Fatra  | červená turistická značka                                                                                |
| Hromové sedlo               | 1590      | 49°11′22″ s. š., 19°03′15″ v. d. | Krivánská Fatra | červená turistická značka                                                                                |
| Javorina                    | 967       | 49°09′01″ s. š., 18°50′36″ v. d. | Lúčanská Fatra  | červená turistická značka · modrá turistická značka · zelená turistická značka                           |
| Malé sedlo                  | 1177      | 49°13′12″ s. š., 19°00′52″ v. d. | Krivánská Fatra | modrá turistická značka                                                                                  |
| Maríková                    | 990       | 49°03′25″ s. š., 18°45′20″ v. d. | Lúčanská Fatra  | červená turistická značka · modrá turistická značka                                                      |
| Medziholie                  | 1185      | 49°13′28″ s. š., 19°06′14″ v. d. | Krivánská Fatra | červená turistická značka · modrá turistická značka · zelená turistická značka · žlutá turistická značka |
| Medzirozsutce               | 1200      | 49°14′35″ s. š., 19°06′25″ v. d. | Krivánská Fatra | červená turistická značka · modrá turistická značka                                                      |
| Okopy                       | 1285      | 49°07′31″ s. š., 18°49′58″ v. d. | Lúčanská Fatra  | červená turistická značka · modrá turistická značka                                                      |
| Prašivé                     | 1220      | 49°07′13″ s. š., 18°49′41″ v. d. | Lúčanská Fatra  | červená turistická značka · žlutá turistická značka                                                      |
| Priehyb                     | 1462      | 49°10′59″ s. š., 18°58′37″ v. d. | Krivánská Fatra | červená turistická značka · modrá turistická značka · žlutá turistická značka                            |
| Príslop                     | 1016      | 49°09′07″ s. š., 18°56′14″ v. d. | Krivánská Fatra | žlutá turistická značka                                                                                  |
| Príslop                     | 916       | 49°13′50″ s. š., 19°00′40″ v. d. | Krivánská Fatra | modrá turistická značka · žlutá turistická značka                                                        |
| Príslop nad Bielou          | 810       | 49°15′12″ s. š., 19°07′40″ v. d. | Krivánská Fatra | červená turistická značka · žlutá turistická značka                                                      |
| Príslop pod Suchým          | 1202      | 49°10′28″ s. š., 18°57′04″ v. d. | Krivánská Fatra | červená turistická značka · žlutá turistická značka                                                      |
| Rakytie                     | 712       | 49°09′40″ s. š., 18°51′58″ v. d. | Lúčanská Fatra  | červená turistická značka · žlutá turistická značka                                                      |
| Revánske sedlo              | 1184      | 48°57′57″ s. š., 18°38′07″ v. d. | Lúčanská Fatra  | žlutá turistická značka                                                                                  |
| Rovná hora                  | 751       | 49°15′48″ s. š., 19°06′10″ v. d. | Krivánská Fatra | neznačeno                                                                                                |
| Sedlo Koniarok              | 1436      | 49°11′29″ s. š., 19°00′15″ v. d. | Krivánská Fatra | červená turistická značka                                                                                |
| Sedlo Meškalky              | 1490      | 49°10′36″ s. š., 18°59′22″ v. d. | Krivánská Fatra | modrá turistická značka                                                                                  |
| Sedlo na Koni               | 1170      | 49°12′12″ s. š., 18°59′51″ v. d. | Krivánská Fatra | zelená turistická značka · žlutá turistická značka                                                       |
| Sedlo na polaně Rakytov     | 1115      | 49°11′33″ s. š., 18°57′57″ v. d. | Krivánská Fatra | modrá turistická značka                                                                                  |
| Sedlo Osnice                | 1155      | 49°13′22″ s. š., 19°06′28″ v. d. | Krivánská Fatra | modrá turistická značka · zelená turistická značka                                                       |
| Sedlo pod Hnilickou Kýčerou | 1028      | 49°01′24″ s. š., 18°44′00″ v. d. | Lúčanská Fatra  | červená turistická značka · zelená turistická značka                                                     |
| Sedlo pod Kojšovou          | 670       | 49°09′55″ s. š., 18°50′51″ v. d. | Lúčanská Fatra  | žlutá turistická značka                                                                                  |
| Sedlo pod Suchým            | 1300      | 49°10′05″ s. š., 18°57′24″ v. d. | Krivánská Fatra | zelená turistická značka · žlutá turistická značka                                                       |
| Sedlo pod Úplazom           | 967       | 49°00′58″ s. š., 18°43′34″ v. d. | Lúčanská Fatra  | červená turistická značka · modrá turistická značka                                                      |
| Sedlo v Stenách             | 1480      | 49°12′01″ s. š., 19°03′54″ v. d. | Krivánská Fatra | červená turistická značka                                                                                |
| Sedlo za Hradišťom          | 700       | 49°06′24″ s. š., 18°52′11″ v. d. | Lúčanská Fatra  | zelená turistická značka · žlutá turistická značka                                                       |
| Sedlo za Hromovým           | 1550      | 49°11′26″ s. š., 19°03′31″ v. d. | Krivánská Fatra | červená turistická značka · žlutá turistická značka                                                      |
| Sedlo za Kraviarskym        | 1230      | 49°12′15″ s. š., 19°00′56″ v. d. | Krivánská Fatra | modrá turistická značka · zelená turistická značka                                                       |
| Snilovské sedlo             | 1524      | 49°11′29″ s. š., 19°02′18″ v. d. | Krivánská Fatra | červená turistická značka · modrá turistická značka · zelená turistická značka                           |
| Stohové sedlo               | 1230      | 49°13′03″ s. š., 19°04′54″ v. d. | Krivánská Fatra | červená turistická značka                                                                                |
| Strungový príslop           | 1150      | 49°12′45″ s. š., 19°07′41″ v. d. | Krivánská Fatra | modrá turistická značka · žlutá turistická značka                                                        |
| Turatínske sedlo            | 1060      | 49°02′48″ s. š., 18°48′51″ v. d. | Lúčanská Fatra  | zelená turistická značka · žlutá turistická značka                                                       |
| Veľké sedlo                 | 1193      | 49°12′57″ s. š., 19°00′56″ v. d. | Krivánská Fatra | modrá turistická značka                                                                                  |
| Vráta                       | 1462      | 49°10′57″ s. š., 18°58′26″ v. d. | Krivánská Fatra | červená turistická značka · žlutá turistická značka                                                      |
| Vrchpodžiar                 | 745       | 49°14′26″ s. š., 19°04′23″ v. d. | Krivánská Fatra | zelená turistická značka · žlutá turistická značka                                                       |
| Vrícke sedlo                | 950       | 48°59′53″ s. š., 18°40′09″ v. d. | Lúčanská Fatra  | červená turistická značka · žlutá turistická značka                                                      |
| Vrícke sedlo                | 666       | 48°57′03″ s. š., 18°42′16″ v. d. | Lúčanská Fatra  | červená turistická značka                                                                                |
| Zákres                      | 1225      | 49°14′48″ s. š., 19°06′16″ v. d. | Krivánská Fatra | červená turistická značka · zelená turistická značka                                                     |